# Heitjärvi
Heitjärvi är en sjö i Finland. Den ligger i kommunen Kivijärvi i landskapet Mellersta Finland, i den centrala delen av landet, 300 km norr om huvudstaden Helsingfors. Heitjärvi ligger 143 meter över havet. Den är 9,9 meter djup. Arean är 7,71 kvadratkilometer och strandlinjen är 25,23 kilometer lång. Sjön  ingår i Kymmene älvs huvudavrinningsområde.   I omgivningarna runt Heitjärvi växer i huvudsak blandskog.